# Konstantínos Konstantópoulos
Konstantínos Konstantópoulos (en grec moderne : Κωνσταντίνος Κωνσταντόπουλος) est un homme politique grec né en 1832 et décédé le 11 novembre 1910. Il fut brièvement Premier ministre de Grèce de mars à juin 1892.